# ビリー・ハーモン
ビリー・ハーモン（Billy Harmon、1994年12月23日 - ）は、JAPAN RUGBY LEAGUE ONE横浜キヤノンイーグルスに所属するラグビーユニオンの選手。

## プロフィール
- マオリ系ニュージーランド人[1]。クライストチャーチ出身[2]。
- ポジションはフランカー(FL)。
- 身長 187cm、体重 104kg
- マオリ・オールブラックスに選ばれたことがある[1][3]。

## 略歴
セントビーズカレッジ卒業後、カンダベリー、クルセイダーズを経て、2021年、ハイランダーズに加入。
2023年、ハイランダーズの主将に就任。2024年5月、退団。
2024年7月、横浜キヤノンイーグルスに入団。同年12月22日に行われたJAPAN RUGBY LEAGUE ONE第1節カンファレンスAブレイブルーパス東京戦にて先発出場でリーグワン公式戦初出場を果たした。

## 受賞歴

### ジャパンラグビーリーグワン
- 2024-25リーグワンベスト15(FL)